# Punjab National Bank
Punjab National Bank — индийский коммерческий банк. Штаб-квартира в Дели. Контрольный пакет акций принадлежит правительству Индии (76,87 % акций).

## История
Национальный банк Пенджаба был основан в 1894 году в Лахоре (современный Пакистан) и является старейшим из продолжающих работать банков Индии, основанных без иностранного участия. В 1947 году штаб-квартира была перенесена в Дели. В 1969 году Национальный Банк Панджаба и 13 других крупнейших банков страны были национализированы правительством Индии. В 1986 году был куплен Hindustan Commercial Bank (основанный в 1943 году), а в 1993 году — New Bank of India.
В 1998 году было открыто представительство в Казахстане, в 2010 году присутствие в Казахстане было расширено покупкой доли в АО «Данабанк», переименованного в Tengri Bank; в 2020 году у него была отозвана лицензия, а в начале 2021 года он был ликвидирован.
В 2004 году был сформирован альянс с непальским Everest Bank, а в 2006 году основан дочерний банк в Великобритании Punjab National Bank (International). В 2020 году к банку были присоединены Oriental Bank of Commerce и United Bank of India, что увеличило активы банка в полтора раза.

## Деятельность
Сеть банка насчитывает более 10 тысяч отделений и более 13 тысяч банкоматов; почти половина отделений приходится на 9 дочерних региональных сельских банков. Активы на 31 марта 2021 года (конец 2020—21 финансового года) составили 12,8 трлн рупий ($173 млрд), из них 6,79 трлн пришлось на выданные кредиты, 4,04 трлн — на инвестиции в ценные бумаги. Принятые депозиты составили 11,1 трлн рупий. Основным регионом деятельности является Индия, зарубежная деятельность представлена дочерними банками в Великобритании (PNB International Limited) и Бутане (Druk PNB Bank Ltd, 51 %) и 20-процентной долей в непальском Everest Bank, на неё приходится около одного процента выручки.